# Manthelon
Manthelon is een plaats en voormalige gemeente in het Franse departement Eure (regio Normandië) en telt 271 inwoners (1999). De plaats maakt deel uit van het arrondissement Évreux. Manthelon is op 1 januari 2016 gefuseerd met de gemeenten Condé-sur-Iton, Damville, Gouville, Le Roncenay-Authenay en Le Sacq tot de gemeente Mesnils-sur-Iton. 

## Geografie
De oppervlakte van Manthelon bedraagt 14,5 km², de bevolkingsdichtheid is 18,7 inwoners per km².
De onderstaande kaart toont de ligging van Manthelon met de belangrijkste infrastructuur en aangrenzende gemeenten.

## Demografie
Onderstaande figuur toont het verloop van het inwonertal (bron: INSEE-tellingen).